# Мудрость
Му́дрость имеет несколько близких, но отличающихся значений:
1. свойство человеческого разума, характеризующееся степенью освоения знаний и подсознательного опыта и выражающееся в способности уместного их применения в обществе, с учётом конкретной ситуации[источник не указан 2144 дня].
  - Ср.: «способность грамотного применения знаний. Большой, глубокий ум, опирающийся на жизненный опыт»[1]. Способность находить решение различных проблем, в том числе жизненных, опираясь на свой и чужой опыт
2. в философии — один из измерителей степени познания окружающего мира, обсуждаемый, как правило, в контексте стремления к углублению этого познания как специфического свойства человеческого интеллекта
3. в религиях — степень познания окружающего мира, присущая демиургу (мироздателю) в неисчерпаемой мере, и может быть воспринята людьми в той или иной части.

Премудрость — превосходная степень от мудрости (ум, способность, талант, мудрость и опытность в жизни).

## Мудрость в античности
В древнегреческой мифологии Зевс, проглотив свою первую супругу Метиду, олицетворявшую мудрость (приняв, таким образом, её, Метиду, в себя), получал от неё возвещения добра и зла — «что зло и что благо».

Быть мудрым есть высшая добродетель; мудрость состоит в том, чтобы говорить истину и согласовать с нею свои действия, вопрошая природу для того, чтобы узнать истину.— Гераклит
В Элладе слово «софос» мудрец было связано с ремеслом, практическим уменьем — слово «мудрый» (умеющий что-либо сделать) употреблялось подобно слову «умный», — указывает проф. М. И. Шахнович.
Античные философы уделяли большое значение мудрости: само слово «философия» (др.-греч. φιλοσοφία) означало «любовь к мудрости».
Эллины считали мудрость высшим благом: «Мудрому человеку вся земля открыта».

Мудрость вращается в области первых причин и начал… А самое основное из знаний и преобладающее над служебным есть то, в котором содержится понимание цели, ради которой всё в отдельности должно делаться.
— Аристотель
Эпикур считал, что мудрость, как результат изучения философии, исцеляет от душевных страданий. «Он, кто впервые нашёл ту основу разумную жизни. Что называем теперь мы мудростью», — пишет Лукреций, «О природе вещей», V.
В римской мифологии олицетворением мудрости была Минерва (позднее отождествлена с греческой Афиной). Этруски почитали её в том числе как покровительницу полезных открытий и изобретений. Главное празднество в честь Минервы — Квинкватрии, проводимые с 19 по 24 марта, — было праздником ремесленников и художников, а также школьников, которые на время празднеств освобождались от занятий и тогда же приносили своим учителям плату за учение — minerval.
Символом Минервы была сова, которую считали символом мудрости, поскольку эта птица способна видеть в темноте.

## Мудрость в философии
В разные исторические периоды разные философские школы по-разному подходили к рассмотрению предмета мудрости. В досократическую эпоху мудрость была синонимом «многознанию» и «многоопытности». Уже Пифагор указывает на недостижимость человеком мудрости, воспринимая её как высшую степень познания мироздания. Данное положение принимает и Сократ. Платон, в рамках теории идей, утверждает, что мудрость есть неотъемлемое свойство души, проявляющееся в созерцании идей (таким образом, мудрость достижима лишь после смерти). Следующие философские школы могли разделять оба мнения. Так, киники и стоики полагали, что мудрость достижима при жизни, но лишь в теории. В то же время киренаики и перипатетики считали мудрость не постижимой.
Религиозная философия Средних веков признавала мудрость за Богом, человек же способен лишь отчасти приобщиться к божественной мудрости.
В следующие века философия всё больше фокусируется на естественнонаучных вопросах и проблеме познания (гносеология), в то время как предмет мудрости уходит на второй план. Наиболее часто мудрость определяли как обретаемую в процессе изучения мира добродетель или как «всезнание». По Канту, высшая ступень морального совершенства человека — мудрость; она не заразительна, её нельзя внушить, «каждый должен извлечь её из самого себя».

## Мудрость, премудрость, благоразумие в теологии
По первоисточникам употребление др.-греч. σοφία применительно и к людям, и к Всевышнему не сопровождается никаким специальным усилением. Одно и то же слово употребляется, например:
- и в др.-греч. Σοφία Σειράχ — названии «Книги премудрости Иисуса, сына Сирахова»,
- и применительно к народу («…должно прославлять народ Израильский за образованность и мудрость») — др.-греч. «δέον ἐστὶν ἐπαινεῖν τὸν Ἰσραὴλ παιδείας καὶ σοφίας» (Сир. 1:2),
- и к Господу («Велика премудрость Господа…») — др.-греч. «ὅτι πολλὴ σοφία τοῦ Κυρίου» (Сир. 15:18).

Вместе с тем, в русской богословской лексике — если не употребляется специальный термин София (см. ниже) — наблюдается известное разделение терминов «мудрость» и «премудрость», когда последнему придаётся особый сакральный смысл — ср. возглас «Премудрость, прости» при чтении Евангелия и т. п. Однако это ни в коем случае не принижает степень наполнения самого понятия «мудрости», так как в любом случае

Всякая премудрость — от Господа и с Ним пребывает вовек
— Сир. 1:1
Со своей стороны, понятие благоразумие обозначает качества, благоприобретённые человеком по жизни (ср. англ. mind), в то время как «высший разум» Бога в авраамических религиях априорно приравнен бесконечности и свойств дальнейшего совершенствования во времени не имеет.
В английском языке wisdom «мудрость» восходит к тому же индоевропейскому корню, что и немецкое wissen «знать» и русские слова видеть и ведать, а в греческом — история (ἱστορία, historia).

#### Мудрость вмифологии
- Мимир — мудрость в германо-скандинавской мифологии
- Квасир — в германо-скандинавской мифологии мудрость
- Тюр — в германо-скандинавской мифологии, бог мудрости
- Браги — в германо-скандинавской мифологии бог, прославленный мудростью
- Метида — в древнегреческой мифологии богиня мудрости
- Набу — в аккадской мифологии бог мудрости
- Сешат — богиня мудрости в древнеегипетской мифологии
- Мнемозина — богиня в древнегреческой мифологии персонифицированная Память, Она обладает Всеведением, Мудростью.
- Меродах — бог мудрости в Вавилоне

### Мудрость в христианстве
В христианстве олицетворённая мудрость Бога (ср. выше «Премудрость») также может называться транскрипцией изначального греч. Σοφία (София) — «мастерство», «знание», «мудрость»). Представление о Софии как о «Премудрости Божией» получило особое развитие в Византии и на Руси.
Является кардинальной (основной) добродетелью (обычно как «благоразумие»).

### Мудрость вбуддизме,индуизме
- Ганеша — бог мудрости в индуизме
- Праджня — высшая мудрость в буддизме
- Праджняпарамита — «запредельная мудрость» в буддизме
- Бодхисаттва Самантабхадра «всевеликодушный», олицетворяющий Полное Сострадание, Мудрость в Буддизме
- Бодхичитта «просветлённое понимание, мудрость» — философско-мировоззренческая доктрина буддизма
- Акшобья — один из пяти Будд Мудрости в буддизме
- Парамита есть Освобождение, Просветление, Мудрость
- Сутра Сердца Совершенной Мудрости, один из самых известных первоисточников буддизма
- Манджушри легендарный сподвижник Будды Гаутамы. Олицетворяет мудрость, разум и волю.
- Наги — в индуизме и буддизме мифические существа, змеи, символизирующие мудрость
- Дхьяни-будды Будды Высшей мудрости в тибетском буддизме

### Мудрость в исламе
- Лукман — пророк в исламе. Согласно Корану, Лукман был мудрецом, постигшим бытие единого Бога
- Дом мудрости в исламе

### Мудрость в иудаизме
Библейское понятие «мудрость» (ивр. חכמה‎ хо́хма) является частью тройственного понятия в Библии «И Я исполнил его Духом Божиим, мудростью (хо́хма), разумением, ведением и всяким искусством» (Исх. 31:3), которое развивает хасидское каббалистическое течение иудаизма Хабад (аббревиатура из трёх начальных букв слов: хо́хма, би́на, да́ат).

## Персоналии
- Семь мудрецов
- Соломон